# Cumberland House Provincial Park
Cumberland House Provincial Park är en park i Kanada.   Den ligger i provinsen Saskatchewan, i den centrala delen av landet, 2 100 km väster om huvudstaden Ottawa. Cumberland House Provincial Park ligger 270 meter över havet.
Terrängen runt Cumberland House Provincial Park är mycket platt.Runt Cumberland House Provincial Park är det glesbefolkat, med 20 invånare per kvadratkilometer.. 